# 大爆笑!ラジ関寄席
大爆笑!ラジ関寄席（だいばくしょう!ラジかんよせ）は、ラジオ関西（ラジ関）で定期的に放送されている演芸番組シリーズ。神戸新開地・喜楽館が開館した2018年7月以降は、内海英華（上方寄席囃子三味線奏者で道楽師）を「寄席パーソナリティ」に迎えたうえで、神戸新開地・喜楽館　内海英華のラジ関寄席（こうべしんかいち・きらくかん　うつみえいかのラジかんよせ）というタイトルで編成されている。2020年4月6日以降は、毎週土曜日の9:00 - 9:50に放送。

## 概要
上方落語の演目の音源を放送するパートと、落語家などを迎えてのインタビューパートで構成。『大爆笑!ラジ関寄席』時代の2013年7月から2018年6月までは道頓堀角座、神戸新開地・喜楽館が開館した2018年7月以降は同館で、公開収録方式の落語会（「角座月夜はなしの会　大爆笑！ラジ関寄席」→「神戸新開地・喜楽館　ラジ関寄席」）を（「コロナ禍」による休止をはさんで）月に1回開催している。なお、過去に放送された演目については、#外部リンクの番組公式サイトを参照されたい。
インタビューのパートには、『大爆笑!ラジ関寄席』時代から、放送上1人の落語家を2週にわたってゲストに迎えることがある。その一方で、『神戸新開地・喜楽館　内海英華のラジ関寄席』は喜楽館の単独提供番組でもあるため、喜楽館からの情報コーナーを番組の終盤に編成。このコーナーには、喜楽館のマネジャーを開館以来務めている山本憲吾や、2023年4月に初代の支配人へ就任した伊藤史隆も随時出演している。

## 略史
元来は『おもしろ神戸・ラジ関寄席』というタイトルで夜間に放送されていたが、2011年頃に放送枠を毎週日曜日の16:00 - 17:00に移動。2012年頃に、番組のタイトルを『大爆笑!ラジ関寄席』に改めた。放送枠を日曜日の16時台へ移動してからは、特別番組や競艇の生中継を放送する週に、放送の休止や放送時間の短縮で対応することがあった。
2016年4月からは、日曜日の16時台（日曜版）に加えて、毎週木曜日の早朝にも放送枠を編成。同年5月までは5:15 - 5:45、翌6月以降は5:15 - 6:00に放送されていた。その一方で、日曜版では2016年の夏場から、30分間の短縮放送や放送の休止が続出。同年の10月改編からは、『大爆笑!ラジ関寄席アンコール』（過去に放送された音源の再放送）扱いでの不定期放送に移行した。
2017年3月30日をもって、『大爆笑!ラジ関寄席』としての放送を終了するとともに、パーソナリティの小川恵理子（松竹芸能所属のタレント）が卒業した。翌週（4月2日）からは、『大爆笑!ラジ関寄席』時代にゲストで出演した経験のある内海をパーソナリティに迎えるとともに、『内海英華のラジ関寄席』というタイトルで毎週日曜日の午後（15:00 - 15:50）に放送。神戸新開地・喜楽館が2018年7月11日に開館してからは、番組のタイトルを『神戸新開地・喜楽館　内海英華のラジ関寄席』に変更している。2018年8月13日（月曜日）から「神戸新開地・喜楽館　ラジ関寄席」の公開収録、19日（日曜日）から収録音源の放送を開始。2020年4月から、レギュラーの放送枠を毎週土曜日の午前中（9:00 - 9:50）に移しているほか、日曜日の深夜（26:00 - 26:50＝月曜日の2:00 - 2:50）に再放送を実施している。

## パーソナリティ

### 現在（『神戸新開地・喜楽館　内海英華のラジ関寄席』）
- 内海英華（『内海英華のラジ関寄席』時代の2017年4月2日放送分から出演）

### 過去（『大爆笑!ラジ関寄席』）
- 小川恵理子
  - 道頓堀角座が開館した2013年7月からは、月に1回のペースで「月夜」（月曜日の夜間）に開催されていた「角座月夜はなしの会　大爆笑!ラジ関寄席」のオープニングに登場したほか、楽屋でのインタビュー収録に臨んでいた。2015年3月30日から毎週月曜日の夜間に『熟メン!野村啓司です』（ラジオ大阪の生放送番組）でアシスタントを務めることに伴って、「角座月夜はなしの会」には、同月の開催分をもって出演を終了。以降の当番組では、スタジオでの収録にのみ参加していた。